# Karatestellungen
Im Karate gibt es diverse Stellungen (jap. 立ち技, tachiwaza, wörtlich Stellungstechnik), die ein Karateka in den vielfältigen, im Training oder Kampf auftretenden Situationen verwenden kann. All diesen Stellungen ist gemeinsam, dass sie auf verschiedene Art und Weise für Stabilität, Flexibilität und Beweglichkeit sorgen. Jede Stellung setzt jedoch ihre eigenen Schwerpunkte, die teilweise aus der Philosophie der zugrunde liegenden Stilrichtung begründet sind. So ist beispielsweise der im Shōrei-Ryū entwickelte Sanchin-Dachi eine sehr kraftvolle, statische Stellung, während der aus dem Shōrin-Ryū kommende Neko-Ashi-Dachi Beweglichkeit vor Stabilität stellt.
Unabhängig von der Stilrichtung gilt im Karate der Grundsatz, dass die Stellung das Fundament einer jeden Technik bildet, ohne das die Technik sich nicht entfalten kann. Nicht umsonst ist im Japanischen nicht von „Stellungen“, sondern von „Stellungstechniken“ die Rede, was die Bedeutung der korrekten Ausführung von Stellungen unterstreicht.

## Überblick
In einem Kampf sind die Beine, die Verbindung zwischen Körper und Boden, sowohl für die Bewegung im Raum als auch für die Stabilisierung des Karateka und damit maßgeblich für die Wirksamkeit der angewendeten Techniken verantwortlich. Daher muss die Stellung immer an Faktoren wie die konkrete Situation, die Physis der Kombattanten, die Technik und die Kampftaktik angepasst sein, was unendliche Variationen und Zwischenstellungen erfordert. Bei der Beschreibung und Vermittlung beschränkt man sich daher meist auf einige wenige, prototypische Stellungen, die in Gestalt und Funktion deutlich voneinander zu unterscheiden sind und zugleich möglichst alle Einsatzgebiete abdecken. Diese Auswahl ist jedoch keineswegs festgelegt, sondern je nach Stilrichtung leicht verschieden und einem zeitlichen Wandel unterworfen. Masatoshi Nakayama beispielsweise beschreibt 15 verschiedene Positionen, die in den Kata des Shōtokan-Karate auftreten. Jedoch gibt es auch Autoren, die sich noch weiter auf einen aus ihrer Sicht zentralen Teil der Stellungen beschränken. Gichin Funakoshi etwa benennt nur sieben Stellungen: Heisoko-Dachi, Hachiji-Dachi, Zenkutsu-Dachi, Kokutsu-Dachi, Neko-Ashi-Dachi, Kiba-Dachi und Fudo-Dachi.

## Namensgebung
Die Namen aller Stellungen kommen aus dem Japanischen. Stellung heißt auf Japanisch tachi (立ち), und vor diesem Wort steht jeweils eine Beschreibung der Stellung. Dabei ändert sich der Anlaut des Wortes tachi zu einem d, es heißt daher Zenkutsu-Dachi.

## Eigenschaften
Im Karate, und allgemein in allen Kampfkünsten, lassen sich Stellungen grob in zwei Kategorien aufteilen: Zum einen in eher passive Grundstellungen und zum anderen solche, die zur Vorbereitung bzw. während der Ausführung einer Technik eingesetzt werden. Ihre Eigenschaften lassen sich in den folgenden Kategorien beschreiben:
- Ausrichtung (frontal, seitlich)
- Distanz (kurz, weit)
- Verteilung des Körpergewichts
- Stabilität
- Flexibilität

Ausrichtung und Distanz beschreiben das Verhältnis zum (imaginären) Gegner: Wendet man ihm Front oder Flanke zu, übt man Druck aus oder zieht man sich zurück? Stabilität bedeutet die Fähigkeit, Kraft an den Gegner zu übertragen oder von ihm zu übernehmen, und Flexibilität beschreibt, wie leicht man seine Position im Raum verändern kann.
Während Ausrichtung und Distanz frei gewählt werden können, sind Stabilität und Flexibilität zwei gegensätzliche Ziele. Erstere lässt sich erreichen durch
- einen tiefen Schwerpunkt,
- damit verbunden eine große Standfläche,
- eine starke Haltemuskulatur und
- mehr Körpergewicht.

All diese Aspekte wirken gleichzeitig der Flexibilität entgegen. Zur Konditionierung werden für gewöhnlich alle Stellungen im Training tiefer und mit einer größeren Standfläche als in der realen Anwendung durchgeführt. Diesen Unterschied verdeutlicht sehr anschaulich folgendes Zitat Funakoshis:

„Die Reiterstellung – Kiba dachi 騎馬立ち – zum Beispiel sieht sehr einfach aus, aber Tatsache ist, dass niemand sie beherrschen kann, auch wenn er ein ganzes Jahr jeden Tag übt, bis ihm seine Füße schwer werden wie Blei.“

## Grundstellungen
Grundstellungen (jap. 自然体 Shizentai, deutsch ‚natürliche Körperhaltung‘) sind dafür konzipiert, über lange Zeit aufrechterhalten zu werden. Sie werden im Karate meist in Situationen eingesetzt, in denen keine direkte Bedrohungssituation vorliegt. In ihnen drückt sich vielmehr eine grundsätzliche Bereitschaftshaltung aus. Zur weitgehenden Entlastung sind die Beine fast gestreckt (die Knie jedoch nicht durchgedrückt), der Oberkörper aufrecht. Stabilität tritt deutlich in den Hintergrund gegenüber der Möglichkeit, sich nach einer potentiell langen Ruhephase schnell in eine effektive Kampfhaltung zu begeben. Der Körper ist in den meisten Grundstellungen dem Gegner zugewandt, ohne dass ein besonderer Abstand zum Partner angenommen würde. Ausnahmen bilden Teiji-Dachi und Renoji-Dachi, in denen der Körper abgedreht und etwas zurückgezogen ist. In der Selbstverteidigung kommt den Grundstellungen außerdem neben der Flexibilität eine deeskalierende Wirkung zu, da keine offene Kampfbereitschaft signalisiert wird.

Heisoku-Dachi
Musubi-Dachi
Hachiji-Dachi
Uchi-Hachiji-Dachi
Heiko-Dachi
Teiji-Dachi
Renoji-Dachi

- Heisoku-Dachi 閉足立ち – geschlossene Parallelstellung: Die Beine und die Füße sind vollständig geschlossen (閉足 = geschlossene Füße), die Arme liegen meist eng am Körper an. Diese Stellung erinnert an die „Hab acht“-Stellung der Bundeswehr. Oft beginnen und enden Kata in Heisoku dachi, z. B. Bassai Dai, Empi, Jion, und auch einzelne Techniken innerhalb von Kata werden in Heisoku dachi ausgeführt, z. B. zu Beginn von Heian Sandan und Heian Godan.
- Musubi-Dachi 結び立ち – verbundene Stellung: Diese Stellung ähnelt Heisoku dachi, nur dass die Außenkanten der Füße etwa rechtwinklig auseinanderzeigen. Sie wird hauptsächlich zum Grüßen (Ritsu rei) benutzt. Bei der Stilrichtung Gōjū-Ryū werden die Kata mit diesem Stand begonnen und beendet.
- Hachiji-Dachi 八字立ち – offene Fußstellung: Diese Stellung hat ihren Namen von der Position der Füße, die (von vorne betrachtet) wie das Kanji 八 (acht) gestellt sind. Sie stehen schulterbreit auseinander, die Zehen zeigen leicht nach außen. Ein alternativer Name dieser Stellung ist Soto (äußerer)-Hachiji-Dachi (外八字立).
- Uchi (innerer)-Hachiji-Dachi 内八字立ち – Stellung mit eingedrehten Füßen: Auch hier stehen die Füße schulterbreit auseinander, jedoch mit leicht nach innen zeigenden Zehen.
- Heikō-Dachi 平行立ち – offene Parallelstellung: Heikō dachi ist die Stellung, die dem natürlichen Stehen am nächsten kommt, weshalb sie von Laien in der Regel auch gar nicht als spezifische Stellung wahrgenommen wird. Sie ähnelt den beiden zuvor genannten, nur dass die Fußaußenkanten parallel stehen (平行 = parallel). Dadurch, dass die Knie leicht nach außen gedreht bleiben, wird die nötige (geringe) Grundspannung erzeugt, um bei Bedarf schnell die Position zu wechseln. Daher steht sie auch am Beginn und Ende vieler Kata, etwa derer aus der Heian-Serie. Da diese Stellung, die in allen Stilrichtungen vorkommt und im Karate-Training die dominierende Bereitschaftsstellung ist, dem natürlichen Stehen am nächsten kommt, werden oft der Oberbegriff Shizentai und Heikō-Dachi gleichgesetzt. Karate-Anfänger üben in Heikō-Dachi sowohl Abwehr- als auch Angriffstechniken (meist Choku-Zuki). Auch in einigen Kata werden Techniken in Heikō-Dachi ausgeführt, etwa in Bassai-Dai oder zu Beginn von Kanku-Dai.
- Teiji-Dachi 丁字立ち – T-Stellung; Re'noji-Dachi レの字立ち – L-Stellung: Diese beiden Stellungen haben ihren Namen von japanischen Zeichen, die ihnen gleichen. In Teiji dachi stehen die Füße in Form des Zeichens 丁 (oder, in europäischen Kategorien, eines großen T): ein Fuß bildet die Achse, der andere steht im Abstand von 1 bis 2 Fußlängen dahinter in Richtung des Querbalkens des Buchstabens. Ähnlich bei Re'noji dachi: Sie ähnelt dem Zeichen レ (oder einem großen L) und unterscheidet sich von dem Teiji-Dachi nur dadurch, dass der hintere Fuß nicht zentriert steht, sondern so, dass die Ferse sich auf der Verlängerung des vorderen Fußes befindet. In beiden Stellungen ist die Hüfte für gewöhnlich abgedreht, so dass der Gegner ein optisch kleineres und daher auch weniger bedrohliches Ziel vor Augen hat, wodurch in Selbstverteidigungssituationen das Aggressionspotential gesenkt werden soll. Je nach Stilrichtung wird beispielsweise der Tettsui in Heian Shodan in Re'noji dachi ausgeführt, so etwa im DJKB.

## Kampfstellungen
Grundstellungen unterscheiden sich von den Kampfstellungen in der Hinsicht, dass die Grundstellungen zwar durch die hohe Position der Hüfte und die nebeneinander stehenden Füße instabiler sind und es somit schwerer ist, effektiv Kraft von vorne aufzunehmen oder nach vorne abzugeben. Daher verwendet man sogenannte Kampfstellungen (jap. 組手立ち, Kumite dachi). Sie opfern einen Teil der Flexibilität der Grundstellungen zu Gunsten von Stabilität und einer variableren Distanz zum Gegner. Die Grundstellungen erlauben dennoch starke Techniken, denn die Kraftübertragung funktioniert hier genauso wie in einer Kampfstellung, ohne jede Einschränkung. Die Faust- oder Fußtechnik ist lediglich nicht ganz so stark wie in einer Kampfstellung.
Wichtig für die Kraftübertragung ist auch die Haltung des restlichen Körpers. Alle Kampfstellungen, bei denen die Füße nicht direkt neben- oder voreinander stehen, können mit verschiedenen Hüftpositionen ausgeführt werden. Bei Angriffstechniken und beidarmigen Blocks ist die Hüfte meist frontal auf den Gegner ausgerichtet, in Bereitschaftshaltung (Kamae) und bei einarmigen Blocks ist die Hüfte 45° (in Kōkutsu dachi und Moto dachi 90°) zur Seite abgedreht. Die Verbindung zwischen Beinen und Körper wird durch das Kippen des Beckens nach vorne erreicht; dabei wird durch das Anspannen der Bauchmuskeln verhindert, dass „der Hintern rausschaut“. Der Oberkörper bleibt (mit wenigen Ausnahmen, etwa Yama zuki) die ganze Zeit in einer senkrechten Position.
Funakoshi führte zunächst nur Zenkutsu-Dachi, Kokutsu-Dachi, Kiba-Dachi, Neko-Ashi-Dachi und später Fudo-Dachi ein, im Laufe der Zeit entwickelte sich jedoch eine Vielzahl weiterer Stellungen.

Zenkutsu-Dachi / Fudo-Dachi / Sochin-Dachi
Kokutsu-Dachi
Kiba-Dachi
Shiko-Dachi
Neko-Ashi-Dachi
Sanchin-Dachi
Hangetsu-Dachi
Kosa-Dachi
Moto-Dachi
Sagi-Ashi-Dachi / Tsuru-Ashi-Dachi

Nakayama unterscheidet folgende Kampfstellungen:
- Zenkutsu-Dachi 前屈立ち – Vorwärtsstellung: In dieser Stellung stehen die Füße etwa eine Schulterbreite neben- und eineinhalb Schulterbreiten voreinander (s. Grafik). Der vordere Fuß ist leicht nach innen gedreht, so dass seine Außenkante etwa nach vorne zeigt; der hintere Fuß ist dazu parallel. Das hintere Bein ist gestreckt, das Knie des vorderen Beines ist gebeugt und befindet sich über Ferse oder Mittelfuß. Durch diese Position lasten etwa 70 % des Körpergewichts auf dem vorderen Fuß. Zenkutsu dachi ist die prominenteste Stellung im Shōtōkan-Karate, in der bis auf wenige Ausnahmen alle Grundschultechniken (Kihon) ausgeführt werden. Die Hüftposition ist je nach Anwendung unterschiedlich: Bei den meisten Angriffstechniken sowie beidseitigen Blocks zeigt die Hüfte gerade zum Gegner, in Kamae und bei einseitigen Blocks ist die Hüftseite, auf der der Block ausgeführt wird, näher am Gegner.
- Kokutsu-Dachi 後屈立ち – Rückwärtsstellung: In dieser Stellung befinden sich vorderer Fuß und hintere Ferse auf einer Linie. Der hintere Fuß ist maximal 90° abgedreht, das zugehörige Knie nach außen gespannt. Das vordere Bein nicht ganz gestreckt, um Angriffen gegen das Knie standhalten zu können. Im Gegensatz zu Taekwondo wird der vordere Fuß ganz aufgestellt und gleichmäßig belastet. Etwa 70–90 % des Gewichts lasten auf dem hinteren Fuß. Genau wie Zenkutsu dachi kommt auch Kōkutsu dachi in praktisch allen Shōtōkan-Kata vor.
- Kiba-Dachi 騎馬立ち – Reiterstellung: Diese Stellung hat ihren Namen daher, dass der ausführende Karateka aussieht, als würde er auf einem sehr breiten Pferd sitzen (騎馬 Kiba, deutsch ‚reiten, Reiterei‘). Die Füße stehen dabei etwa doppelt schulterbreit nebeneinander. Die Fußaußenkanten zeigen parallel nach vorne und die Knie befinden sich möglichst direkt über den Füßen. Die Hüfte und damit der Körperschwerpunkt befindet sich genau in der Mitte, und noch stärker als bei anderen Stellungen ist hier durch die Innenspannung in den Oberschenkeln auf eine Aufrichtung des Beckens (Po einziehen) zu achten. Funakoshi schreibt dazu in seinem Buch Karatedō Kyōhan (1935): "Senke die Hüften. (...) Du stehst mit weit auseinander liegenden Beinen, als ob du auf einem Pferd sitzen würdest, und deine Füße sind fest auf dem Boden platziert. Ziehe die inneren Oberschenkel mit Kraft an. Die Außenkante der Sohlen beider Füße muss sich anfühlen, als würden sie zur Mitte gezogen. Deshalb wird es auch Kiba-dachi genannt – Pferdreitstellung." Das Gōjū-Ryū zieht dem Kiba dachi den Shiko dachi vor.
- Shiko-Dachi 四股立ち – offene Bereitschaftsstellung: Shiko dachi (wörtlich Vier-Schenkel-Stand) ist im Karate eine breitbeinige, tiefe, offene Bereitschaftsstellung. Bis auf die Fußstellung (die Füße zeigen 45° nach außen) ist sie identisch mit Kiba dachi und wird daher oft mit dieser Stellung verwechselt. Die Spannung in den Unterschenkeln ist geringer als im Falle von Kiba dachi, da die Ausrichtung der Füße nach außen eher der natürlichen Tendenz entspricht. Shiko Dachi wird in einigen Stilrichtungen (wie z. B. Gōjū-Ryū) gegenüber Kiba dachi bevorzugt, im Shōtōkan ist es umgekehrt.[1]
- Fudo-Dachi 不動立ち (oder  Sochin dachi 壯鎭立ち) – unbewegliche Stellung: Nach Funakoshi erreicht man diese sehr stabile Stellung aus Zenkutsu dachi, indem das hintere Knie leicht gebeugt und die Hüfte in eine offene Position (hanmi) gedreht wird. Das Gewicht lastet zu gleichen Teilen auf beiden Beinen. Fudō dachi unterscheidet sich nur durch die Richtung, in die Füße und Blick zeigen, von Kiba dachi, so dass die Stellung auch hieraus entwickelt werden kann. Als Anwendung empfiehlt Nakayama die Abwehr eines starken Angriffs mit sofortigem Konter. Die Alternativbezeichnung Sōchin dachi ist von der Kata Sōchin abgeleitet, die überwiegend in dieser Stellung ausgeführt wird. (Meister Taiji Kase allerdings unterschied eine Kleinigkeit zwischen Fudo- und Sōchin-Dachi: Während bei Sōchin-Dachi der vordere Fuß – wie auf der obigen Abbildung dargestellt – leicht nach innen gewandt wird, zeigen nach Kase die Zehen im Fudo-Dachi gerade nach vorne.)
- Neko-Ashi-Dachi 猫足立ち – Katzenfußstellung: Diese Stellung hat ihren Namen daher, dass sie der einer Katze kurz vor dem Sprung gleicht. Das ganze Gewicht lastet auf dem hinteren Bein, das stark gebeugt und 45° nach außen gestellt ist. Der vordere Fuß berührt nur mit dem Ballen den Boden, ohne Gewicht aufzunehmen. Das vordere Knie neigt sich zum Schutz der Genitalien leicht nach innen. Diese Stellung ist sehr flexibel und erlaubt schnelle Bewegungen in jede Richtung.
- Sanchin-Dachi 三戦立ち – Dreikriegestellung: Die Füße stehen eine Schulterbreite auseinander und eine Fußlänge hintereinander, so dass die Zehen des hinteren und die Ferse des vorderen Fußes auf einer Höhe sind. Der hintere Fuß ist gerade nach vorne gerichtet, der vordere leicht nach innen gedreht. Das Gewicht ist gleichmäßig auf beide Füße verteilt. Die gebeugten Knie werden, anders als in den meisten anderen Stellungen, nach innen gedreht und gespannt. Daher kommt der vor allem im englischen Sprachraum verbreitete Name Sanduhrstand. Werden die Knie jedoch zu weit nach innen gebeugt, so leidet die Stabilität, die Knie werden ungesund belastet und die Stellung ist anfällig für Angriffe gegen die Außenseite der Knie.
- Hangetsu-Dachi 半月立ち – Halbmondstellung: Diese Stellung reiht sich zwischen Zenkutsu dachi und Sanchin dachi ein. Die Position der Füße ist fast wie bei Zenkutsu dachi, die Stellung ist jedoch etwas kürzer. Die Position der Knie und die Spannung in den Beinen entsprechen Sanchin dachi, insbesondere verteilt sich auch hier das Gewicht zu gleichen Teilen auf beide Füße. Die Stellung hat ihren Namen genau wie die Kata Hangetsu, in der die meisten Techniken in Hangetsu dachi ausgeführt werden, von der Schrittbewegung in Hangetsu dachi, bei der sich der hintere Fuß halbmondförmig nach vorne bewegt.

Folgende  Stellungen kommen ebenfalls in den modernen Karate-Kata vor:
- Kosa-Dachi 交差立ち – Überkreuzstellung
- Moto-Dachi 基立ち – hohe Vorwärtsstellung
- Sagi-Ashi-Dachi 鷺足立ち – Reiherfußstellung
- Tsuru-Ashi-Dachi 鶴足立ち – Kranichfußstellung

## Bewegung
Alle bisherigen Beschreibungen der Kampfstellungen beziehen sich auf diejenige Position, die im Endpunkt einer Technik eingenommen wird. Zur Dynamik zwischen diesen Fixpunkten an dieser Stelle nur so viel:
Normalerweise verlässt nur ein Fuß den Boden, der andere dreht auf der Ferse (nicht auf dem Ballen) in seine neue Position. Muss die Hüfte zwischen Start- und Endstellung ihre Stellung zum Gegner ändern, so wird dieser Wechsel möglichst frühzeitig eingeleitet. Der ganze Körper und insbesondere die Hüfte darf beim Stellungswechsel nicht hoch kommen.